# 1734年の相撲
1734年の相撲（1734ねんのすもう）は、1734年の相撲関係のできごとについて述べる。

## 興行
- 4月場所（大坂相撲）[1]
  - 興行場所:大坂堀江
- 9月場所（京都相撲）[2]
  - 興行場所:四条河原
  - 9月30日（旧9月4日）より興行